# Morue
Pour les articles homonymes, voir Cabillaud (homonymie).
Taxons concernés
Genres :
- famille Gadidae
  - sous-famille Gadinae
    - genre Gadus
    - genre Arctogadus
    - genre Eleginus
    - genre Boreogadus
    - genre Trisopterus
- famille Moridae
  - genre Lotella
  - genre Lepidion
  - genre Guttigadus
- famille Melanonidae
  - genre Melanonus
- famille Euclichthyidae
  - genre Euclichthysmodifier

Morue, ou cabillaud, est un nom vernaculaire désignant en français des poissons de plusieurs espèces de l'ordre des gadiformes. Ces poissons vivent dans les eaux froides. Auparavant populaire et méprisé, ce grand poisson est présent aujourd'hui sur la carte de bien des restaurants pour sa saveur et les multiples préparations dont il fait l'objet. En effet, sa chair est particulièrement appréciée car, dépourvue de fines arêtes, elle se détache facilement de l'épine dorsale et des robustes côtes. La pêche en surnombre est à l'origine de sa rapide raréfaction, à l'exception des stocks de cabillauds de la mer de Barents dont la quantité augmente depuis le milieu des années 2000,,.
Dans la cuisine européenne, le « cabillaud » désigne le poisson frais ou surgelé alors que la « morue » est le poisson séché et salé. Au Québec et au Canada francophone, le terme « cabillaud » n'est pas employé. On utilise « morue » pour les deux et on consomme principalement de la « morue » fraîche (ou surgelée). Le terme « morue » (et non « cabillaud ») est aussi utilisé dans l'appellation de l'huile de foie de morue.

## Étymologie
Le terme « cabillaud » apparaît dans la langue française en 1250. Il semble d'origine flamande, du moyen néerlandais « cabbeliau » (en néerlandais actuel, « kabeljauw »), du latin baculus (bâton),,.
Quant au terme de « stockfisch », moins usuel, c'est un mot d'origine allemande utilisé pour désigner des filets de cabillaud (Gadus morhua) séchés à l’air libre. En Norvège, le cabillaud de l'océan Arctique qui vient frayer chaque année dans l'archipel des iles Lofoten est appelé Skrei, terme issu de l’ancienne expression viking « å skreide fra » (Skrida), qui signifie une avancée « à grandes enjambées », rapide.

## Liste d'espèces appelées «morue»
Beaucoup d'espèces avaient été mises pêle-mêle dans le genre Gadus, mais ont été réparties de façon plus rationnelle dans d'autres genres de la famille des Gadidae.
Ainsi, on ne reconnaît aujourd'hui plus que trois espèces dans le genre Gadus :
- Morue de l'Atlantique — Gadus morhua
- Morue du Pacifique — Gadus macrocephalus
- Morue du Groenland — Gadus ogac

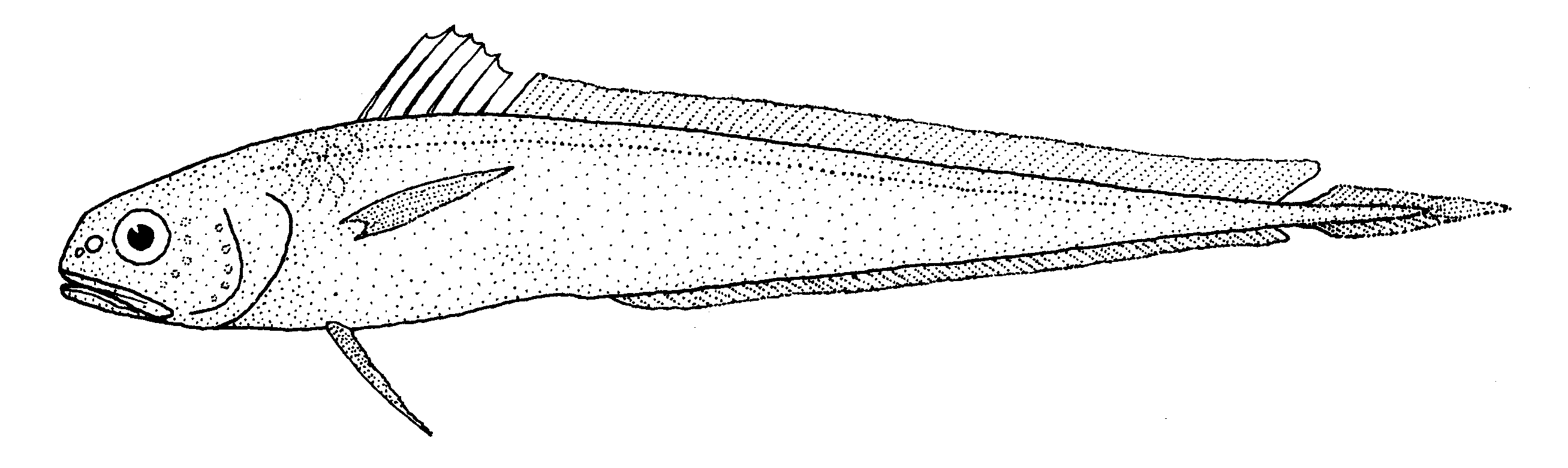
Morue boréale

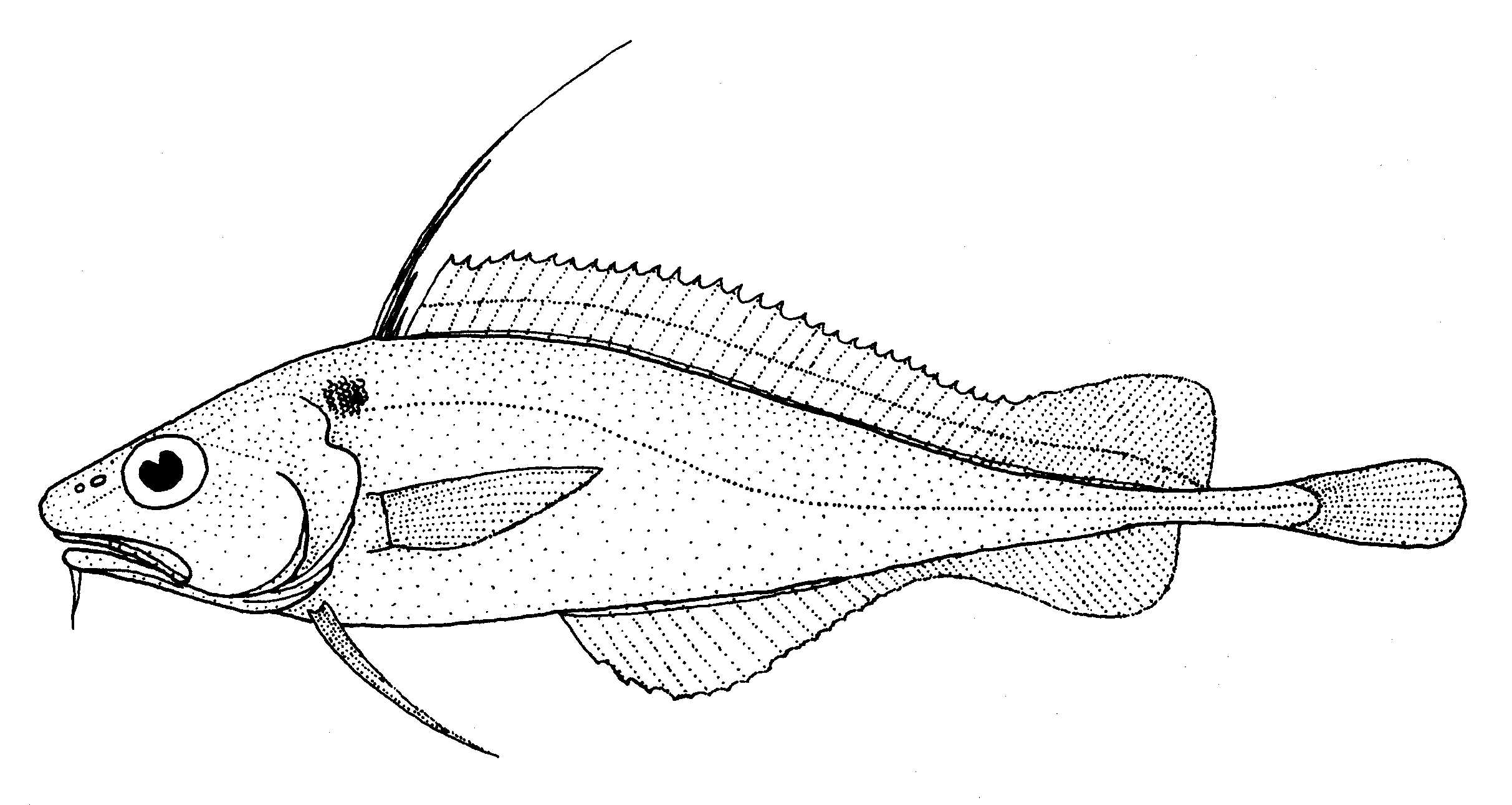
Morue à petite tête

Voici quelques-unes des espèces de morue dans d'autres genres que Gadus :
- Morue de l'Arctique
- Morue de l'est de la Sibérie — Arctogadus borisovi
- Morue boréale — Eleginus gracilis
- Morue polaire — Boreogadus saida
- Morue de roche — Lotella rhacina
- Morue pélagique — Melanonus gracilis
- Morue à petite tête — Lepidion microcephalus
- Morue têtard — Guttigadus globosus
- Morue Eucla — Euclichthys polynemus
- Morue à tête plate — Feliciatus Winterus

## Appellation «morue» dans le commerce

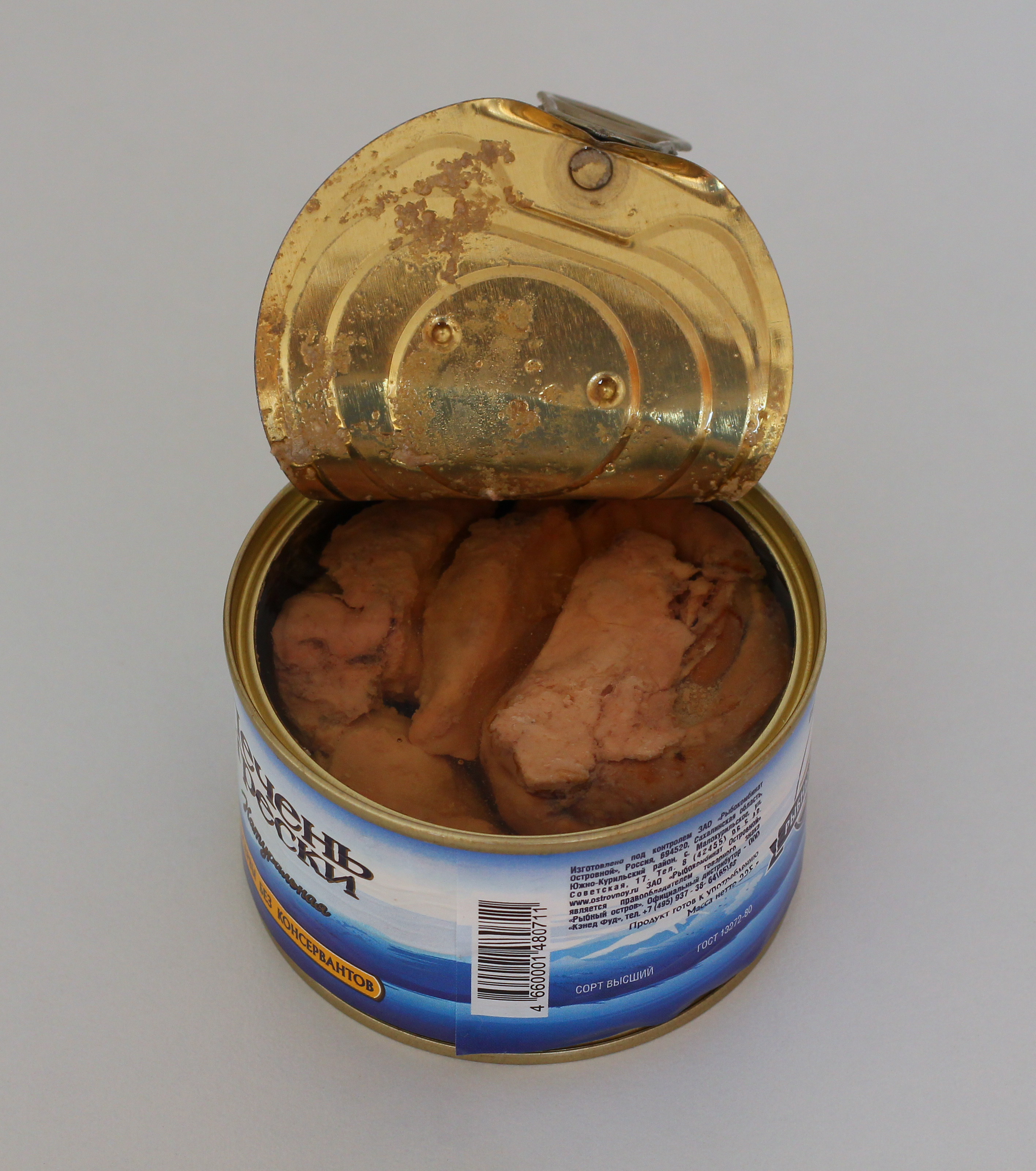
Conserve de foie de morue, de provenance russe.

Étant donné la popularité de ce poisson et le déclin de ses populations, l'industrie de la pêche a donné ce nom à d'autres espèces qui se trouvent dans l'hémisphère sud et qui peuvent se cuisiner de la même manière.
En matière de pêche, le nom « cabillaud » peut être réservé aux morues d'âge mûr, alors que le terme « morue » est employé de préférence pour les individus juvéniles. Au Québec, le nom « cabillaud » est inconnu, et seul le terme « morue » désigne toutes les formes de ce poisson.
En termes culinaires, « cabillaud » s'emploie pour désigner le poisson frais ou surgelé par opposition à « morue » qui s'applique au poisson séché et salé (à ce sujet, consulter l'article « Conservation des aliments »). On trouve dorénavant l'appellation « morue fraîche », car le terme « cabillaud » renvoie à un poisson trop commun ou industriel. En anglais, un seul terme désigne à la fois la morue et le cabillaud, car le cabillaud est appelé cod ou cod fish et l'huile de foie de morue, cod liver oil.

## Histoire gastronomique
Le Skrei de Norvège, surnommé le « roi des cabillauds » est considéré par les chefs du monde entier comme un produit d'exception, et est, à chaque saison (janvier à avril), proposé à la carte dans les restaurants de luxe.

### Du Xe siècle au XVe siècle
Le marché de ce type de poisson a été d'une grande importance dans l'évolution des nations. Au Xe siècle, après des tentatives infructueuses d'invasion de la Péninsule Ibérique le long de l'actuelle côte portugaise, les Vikings ont choisi de commercer avec les Lusitaniens, apportant la morue sur les terres portugaises en échange de sel ; en fait, cette relation commerciale a duré plusieurs siècles et a même permis à deux Portugaises de devenir reines du Danemark : Bérengère et sa nièce Éléonore de Portugal. En Europe, sa commercialisation à grande échelle a commencé au XVe siècle et l'objectif était de dominer le marché. Le pays possédant la plus grande flotte de navires serait dominant. Au Moyen Âge, la morue consommée en France provient des côtes européennes : elle est alors consommée avec des nombreuses épices et dans des sauces acides.

### XV au XVIIe siècle
Le Portugal, l'Espagne, la Hollande, la France et l'Angleterre étaient les pays concernés. Les pêcheurs portugais, qui pêchaient la morue au large des côtes anglaises depuis le XIVe siècle, sont venus établir des colonies de pêche au Groenland au XVe siècle, lorsque l'Infant du Portugal D. Fernando et son épouse Dona Beatriz ont envoyé en 1473 le navigateur João Corte Real et Álvaro Homem à la découverte de la Terra Nova dos Bacalhaus, en portugais « Nouvelle terre des morues », l'actuelle Terre-Neuve. En 1495, les Portugais João Lavrador et Pêro de Barcelos arrivent à Groenlândia et à la Península do Lavrador, « péninsule du Labrador » en portugais, nommée d'après son découvreur, le navigateur João Fernandes Lavrador en 1498. Lorsque le Portugal a perdu son indépendance pendant 60 ans (de 1580 à 1640), la pêche à la morue a pratiquement disparu, entre autres parce que Philippe II d'Espagne, aussi appelé Philippe Ier du Portugal, a ordonné à toute la flotte de pêche portugaise de rejoindre l'« Invincible Armada », qui a subi une défaite si catastrophique qu'il ne restait plus aucun navire pour continuer à pêcher dans les principaux ports de pêche à la morue de l'époque : Aveiro et Viana do Castelo. Cependant, l'habitude de consommer de la morue n'a pas changé et le Portugal a commencé à en importer.

### XVIe siècle - Terre-Neuve

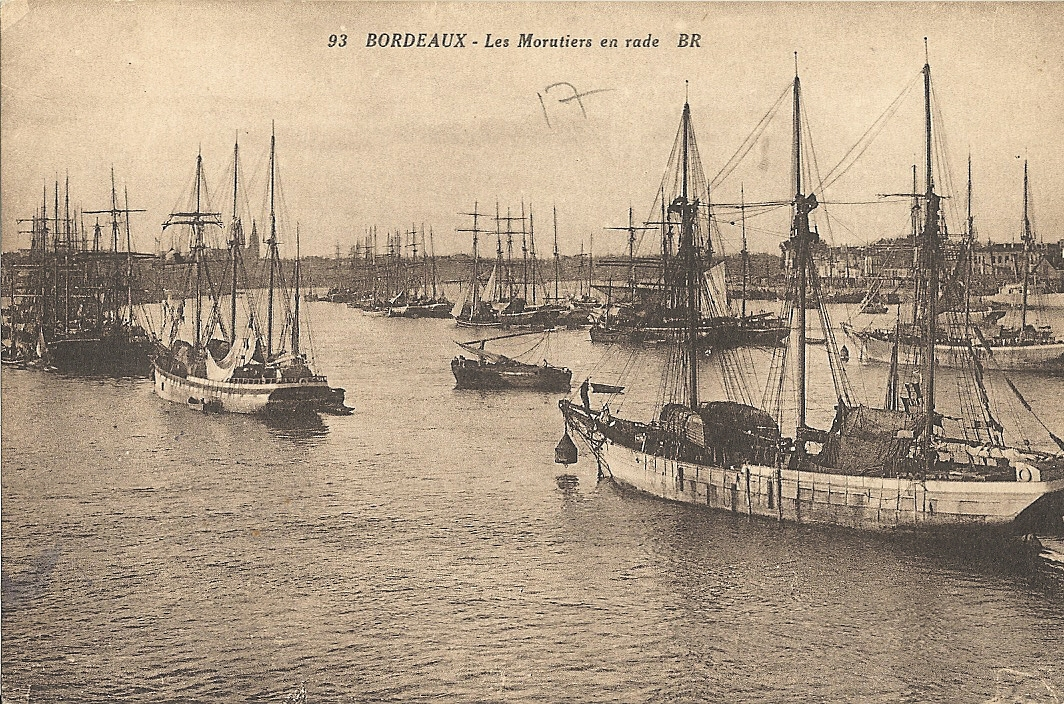
Morutiers en rade de Bordeaux

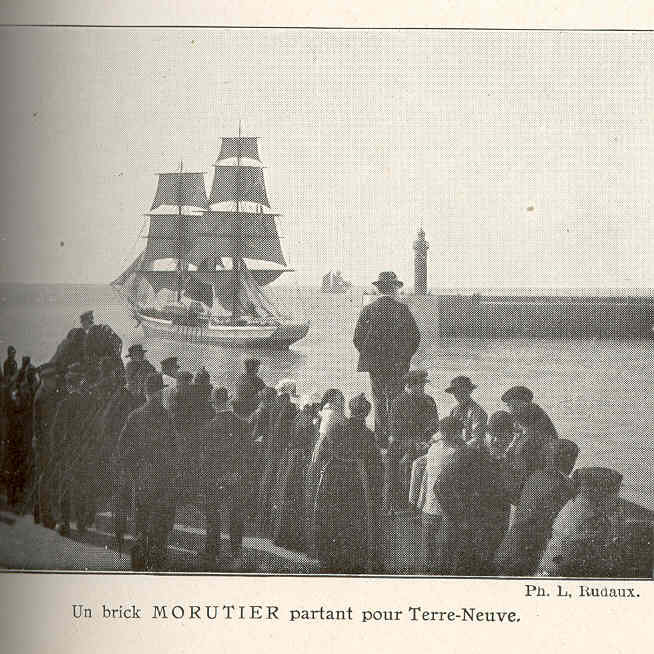
Brick Morutier partant pour Terre-Neuve

La colonisation du Canada (Nouvelle-France) par la France amène sur les marchés la morue de Terre-Neuve qui jouit d'une forte popularité dans la France du XVIe siècle : pour Laurier Turgeon, ce poisson, de par son origine (la Nouvelle-France), sa chair blanche (dont la symbolique rappelle celle du blanc-manger) et son abondance la rattache au mythe du paradis perdu et du culte de la Vierge Marie. Cet engouement se retrouve dans toutes les couches de la société, que ce soient les grandes familles aristocratiques, les bourgeois des villes, les paysans, les patients des hôpitaux ou les ecclésiastiques ; depuis les ports jusqu'à l'intérieur des terres. Gagnant un caractère « exotique », elle est alors consommée de manière à en retrouver le goût naturel : dans du beurre ou de l'huile, sans épices, avec parfois un peu de persil. Il s'agit aussi du seul poisson dont on fait des produits tripiers, tels que du cervelas.
Le marché de la morue était souvent lié au marché du sel. L'une des productions les plus connues d'un point de vue historique est celle des zones de pêche de Terre-Neuve, où plusieurs nations se sont affrontées pour la récolte et le salage de la morue et d'autres espèces. Ce lieu de pêche a constitué une étape importante dans la colonisation européenne de l'Amérique du Nord.
Les morues étaient directement pêchées et préparées à l'intérieur des terre-neuviers, le poisson ayant besoin d'être conservé, les distances étant très longues en bateau. Pour préparer le poisson, les pêcheurs utilisaient de nombreux outils. Sur le bateau, il y avait une organisation efficace pour traiter la morue. Chaque membre d'équipage avait sa tâche spécifique : les piqueurs vidaient le poisson, les décolleurs lui ôtaient la tête, et les trancheurs divisaient la morue en deux tout en retirant l'arête dorsale. Ensuite, le poisson était placé dans la cale où le saleur s'occupait de l'empiler,.

### France
À Nîmes, la recette de la brandade de morue provient historiquement du XVIIIe siècle, quand se pratiquait le troc avec les pêcheurs de l'Atlantique venus chercher du sel des Salins du Midi.
Selon les statistiques de FranceAgriMer, le cabillaud devient en 2014 le premier poisson consommé en France (frais, surgelé, pané, transformé dans des plats cuisinés) devant le saumon, ce dernier retrouvant sa première place en 2015 (66 500 tonnes contre 50 800 tonnes de cabillauds). Ce succès du cabillaud s'explique par plusieurs facteurs comme sa préparation facile (en filet ou en darne) et son aptitude à la transformation (il possède peu de grosses arêtes et le désarêtage est aisé). Il est aussi maigre et peu calorique, doux au goût et fondant, ce qui en fait un poisson apprécié du plus grand nombre.

## Pharmacopée

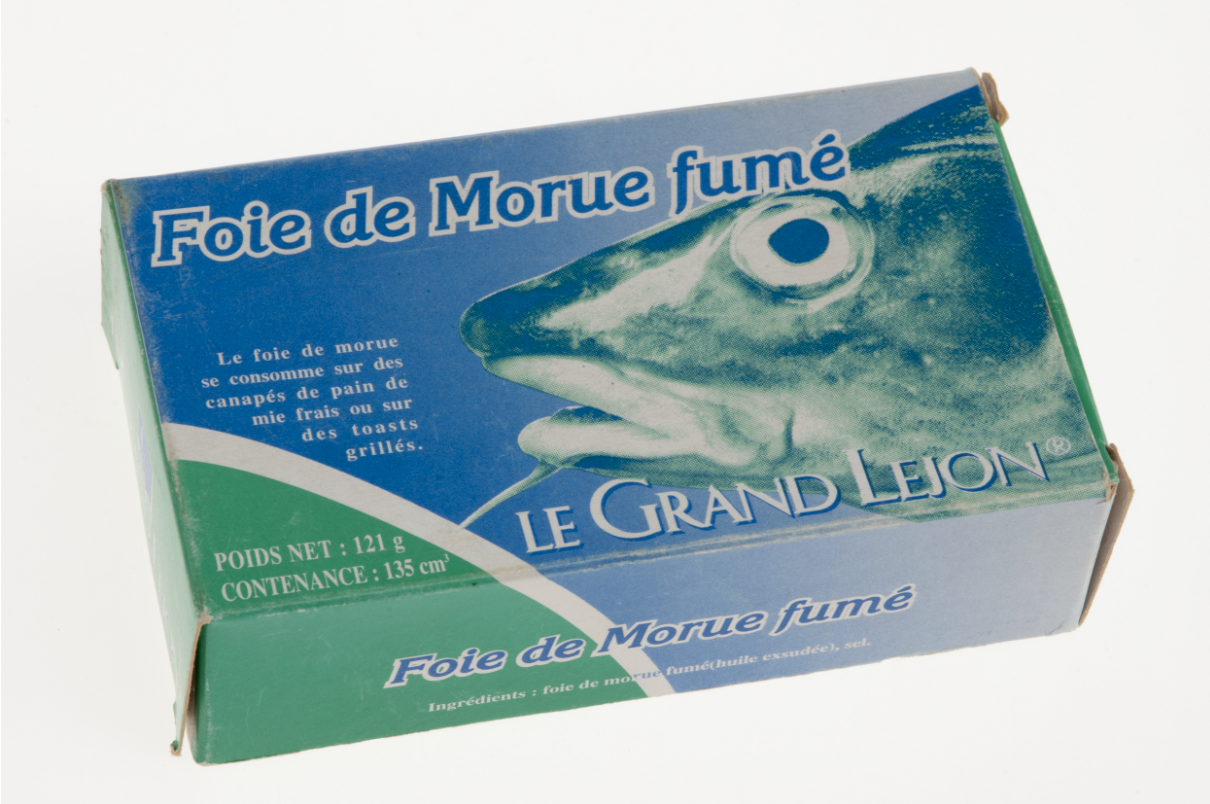
Emballage de foie de morue, collections du Musée de Bretagne

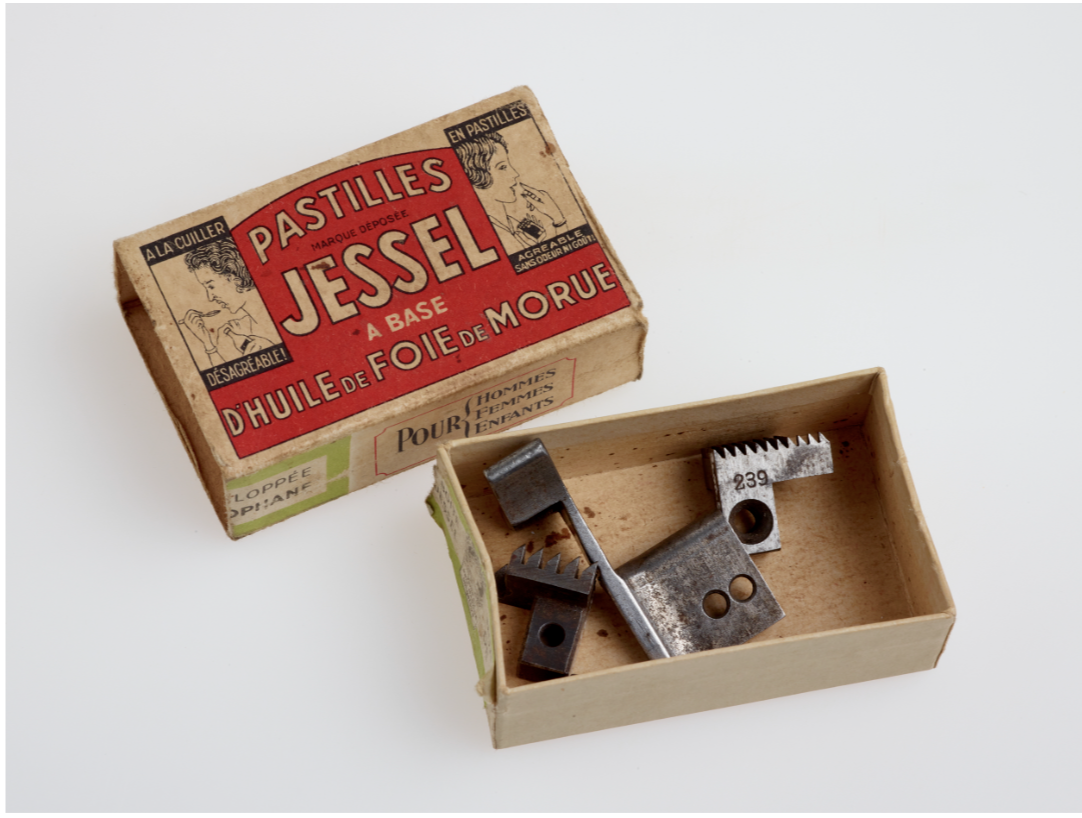
Boîte pastilles Jessel à base d'huile de foie de morue, collections du Musée de Bretagne

L'huile de foie de morue extraite du foie est réputée aider à la croissance et au développement intellectuel des enfants, même si ces derniers, pour son goût, ne l'apprécient pas toujours. Elle est particulièrement riche en acides gras essentiels oméga-3, et en vitamine D. Elle est aussi traditionnellement recommandée en cas d'ostéoporose ou de fracture (car la vitamine D participe à la fixation du calcium au niveau des os). Elle peut cependant contenir des métaux lourds ou certains polluants solubles dans le gras (POPs notamment, bioaccumulés par la morue).

## Pêche

### Historique

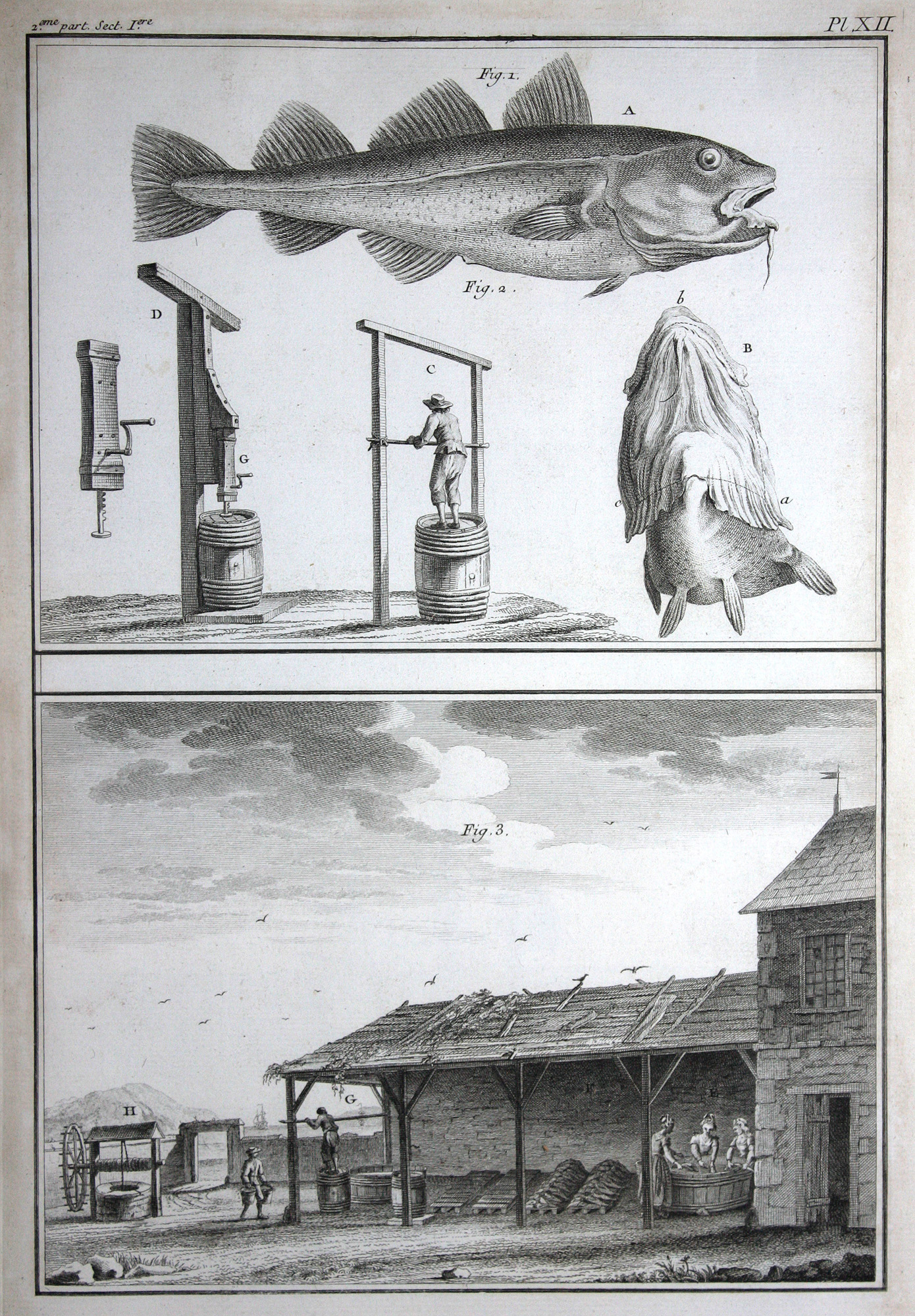
Pêche de la morue au XVIIIe siècle par Henri Louis Duhamel du Monceau.

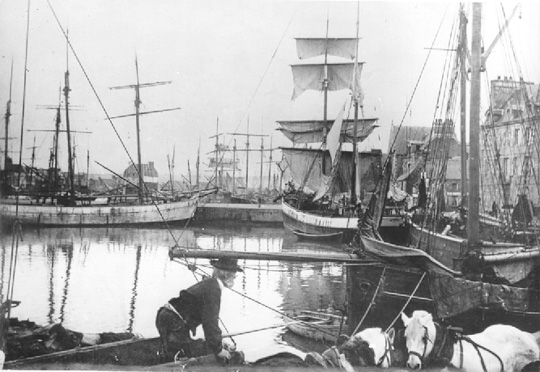
Port de Paimpol à l'époque de la pêche en Islande.

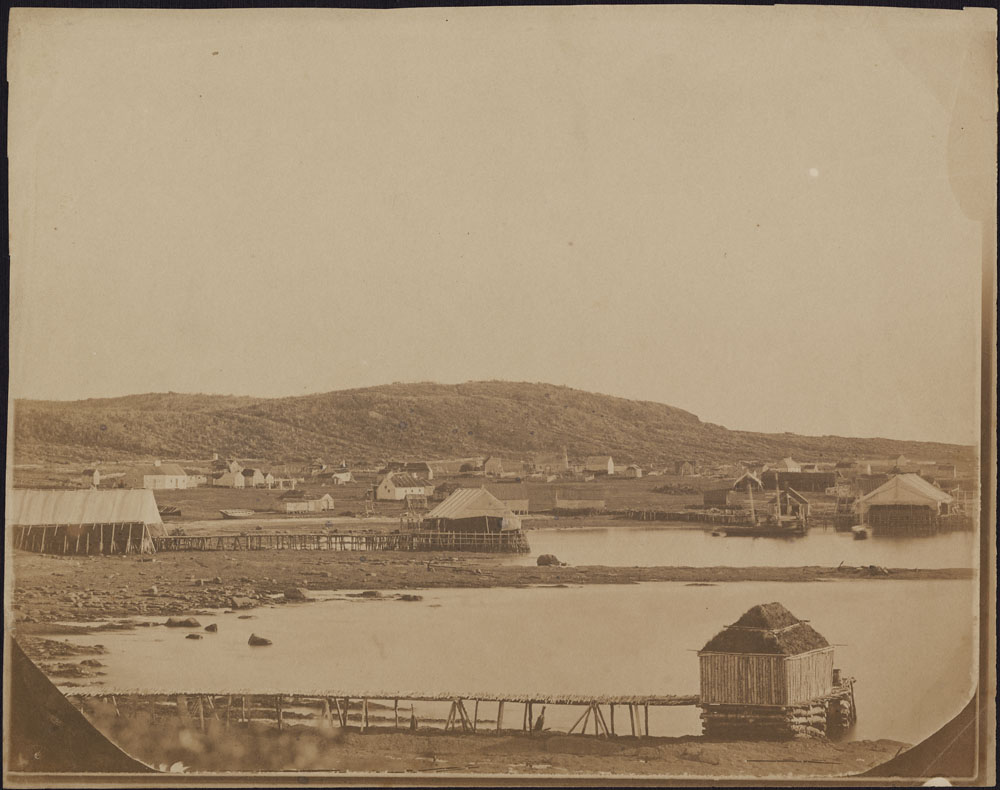
Station de pêche française, Conche, Terre-Neuve, 1859.

Du XIe au XIIe siècle, la pêche de la morue est exclusivement norvégienne. Le siècle suivant, l'Allemagne, le Danemark, les îles britanniques et les Pays-Bas s'intéressent à cet or blanc des mers. Dès le XIIIe siècle, les ports de Flandre et de Haute-Normandie pratiquent la pêche dans la mer du Nord puis autour de l'Islande.
Au XVIe siècle, les Français envoient des bateaux sur les Grands Bancs de Terre-Neuve pour pêcher la morue, probablement les Basques d'abord puis les ports bretons et normands de la Manche, bientôt suivis par les ports anglais. Deux principales techniques sont utilisées : la pêche de la morue sèche, dite « pêche sédentaire », se pratique principalement le long des côtes poissonneuses. Depuis le navire au mouillage dans un havre près de la côte et chargé de sel, partent des chaloupes avec trois hommes qui pêchent à la ligne de fond et ramènent leurs prises chaque soir sur les graves où elles sont préparées (parage, nettoyage) et séchées sur des échafauds ou à même le sol. Cette technique est progressivement supplantée par la pêche de la morue verte, dite « pêche errante » dans laquelle de gros bateaux se laissent dériver et suivent le déplacement des bancs de morue, qui une fois prises avec une ligne le long du bateau ou à bord de doris, sont séchées et mises en cale. À partir des années 1780 une nouvelle technique se développe et devient prédominante : la pêche au moyen de lignes dormantes nommées harouelles. Au XIXe et au début du XXe siècle, la pêche à la morue est devenue industrielle. L'armateur engage un capitaine ou patron de pêche à la tête de trois-mâts terre-neuviers armés dans des ports comme Fécamp, Granville ou Saint-Malo.

À la même époque, la pêche à la morue se pratique en Islande à partir de goélettes. Paimpol est au cœur de cette pêche illustrée par le roman de Pierre Loti Pêcheur d'Islande.
À partir de 1850, Dunkerque devient le premier port morutier de France en envoyant 2000 marins (soit 120 à 130 bateaux) pêcher au large de l'Islande. Gravelines y envoie également des goélettes et ce jusqu'en 1938. À Dunkerque, cette pêche devient marginale à la veille de la Première Guerre mondiale.

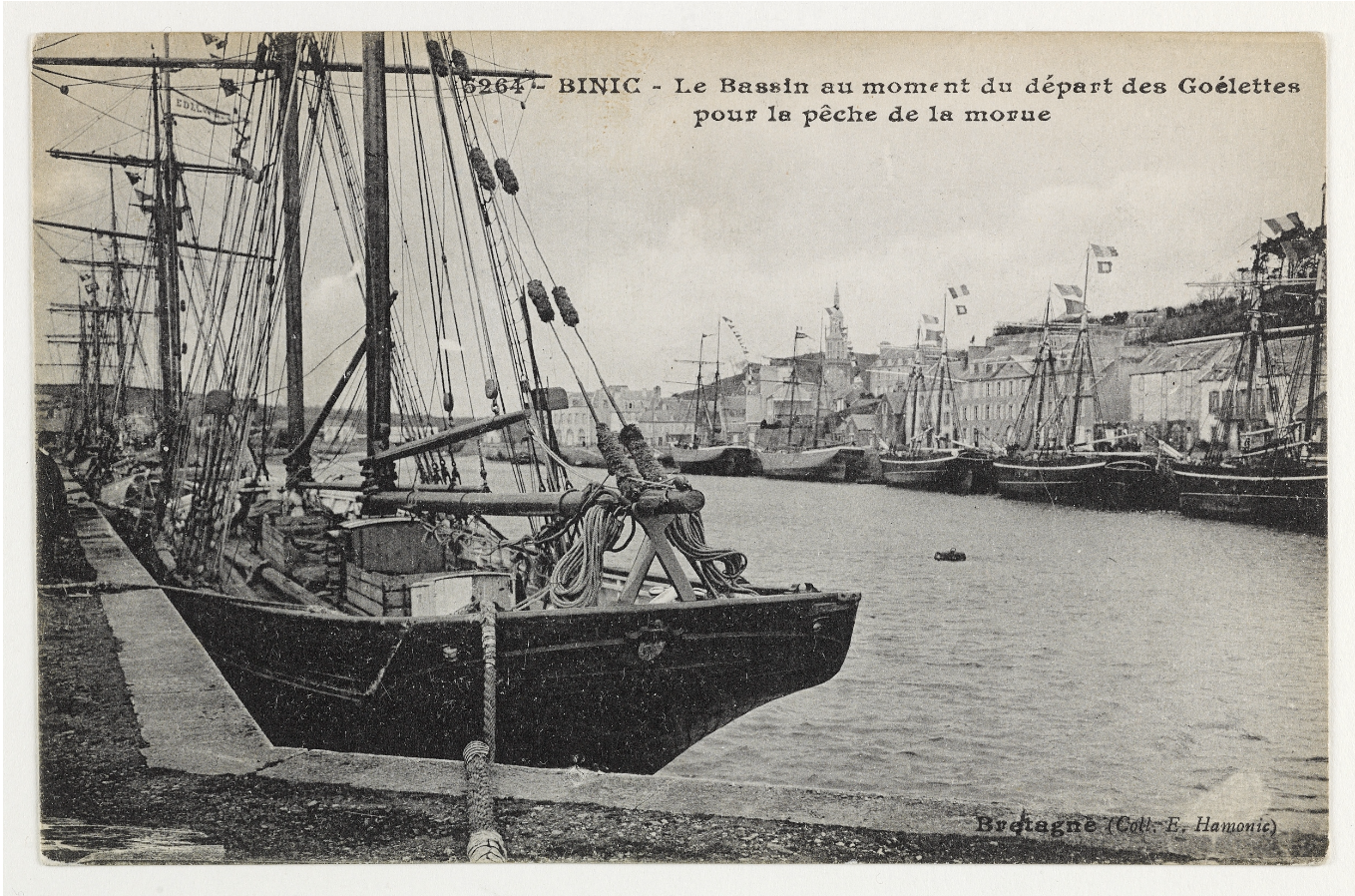
Départ des goélettes pour la pêche à la morue, collections du Musée de Bretagne

La France cède par la convention anglo-française de 1904 la majeure partie de ses droits de pêche sur le french shore, sauf autour de Saint-Pierre et Miquelon. Après l'échec d'un premier référendum en 1869, Terre-Neuve adhère à la Confédération canadienne et devient la 10e province du pays le 31 mars 1949. Dans les années 1970, les marins réalisent que la morue se raréfie. La pêche morutière va connaître une très grande crise en 1931. Le déclin de la pêche morutière est liée à l'arrivée de nouveaux pays qui renforcent la concurrence à Terre-Neuve et au Groenland. À cela sont ajoutés la chute des armements, la baisse du nombre de morues (ainsi que leur taille qui diminue elle aussi), ainsi que les mauvaises campagnes et la perte de plusieurs bateaux. En effet, on passe de 83 navires armés en 1926 à 73 en 1927. Cette crise va avoir des conséquences non seulement économiques mais aussi sur la fête du Pardon des Terre-Neuvas (Saint-Malo). Malgré quelques difficultés et le report du 6e pardon au 5 avril en 1931 (à cause de la crise de l'armement et de la vacance du siège épiscopal depuis la mort du Cardinal Alexis Le Charost), à partir de 1927 malgré la crise la fête ne cesse de se développer. Le Canada cherche alors à protéger sa ressource, et entre en conflit avec la France, notamment autour de questions de limitation de la zone économique exclusive française autour de Saint-Pierre-et-Miquelon. En 1977, des quotas de pêche sont établis et chaque chalutier français doit embarquer à ses frais un « observateur » canadien chargé de surveiller sa pêche. Le conflit entre le Canada et la France s'aggrave, si bien que ces deux pays ont recours à la médiation d'Enrique V. Iglesias en mars 1989. La dernière campagne française dans les eaux de Terre-Neuve a lieu en 1987. En raison de la surexploitation des zones de pêche à la morue et d'une baisse des stocks, le ministre des Pêches John Crosbie impose le 2 juillet 1992 un moratoire de 2 ans à la pêche de la morue du Nord.
Le 10 juin 1992, le Tribunal Arbitral de New-York rend la sentence suivante : l'archipel de Saint-Pierre-et-Miquelon se voit attribuer une ZEE de 20 milles de largeur et ne débouche pas les eaux internationales, et ne permet donc pas de pratiquer une activité de pêche de grand rendement.
En décembre 1988, le dernier chalutier malouin pêche sur les bancs de Terre-Neuve. Il s'agit du bateau Joseph Roty. Une semaine plus tard, l'exclusivité aux Saint-Pierrais est décrétée.
Un autre marché, type de circuit en lien avec l'esclavage est en place. Des chasseurs livraient du sel à Terre-Neuve ou Saint-Pierre, ils prenaient de la morue et l'amenaient en Guadeloupe, en Martinique mais aussi à Saint-Domingue pour la vendre aux planteurs et contribuer à l'alimentation de leurs esclaves. En retour, ils ramenaient du sucre et des produits coloniaux en métropole. Le traité du poisson était pratiqué par des navires malouins et basques à l'île Royale de 1714 à 1750, faisant de Louisbourg une plaque tournante.

### Pratiques
Le traitement de la morue sur le bateau était organisé et rapide. Châque tâche étant répartie : les piqueurs vidaient, les décolleurs coupaient la tête et les trancheurs fendaient la morue en deux et lui enlevaient l'arrête dorsale. Le poisson était ensuite jeté en câle où le saleur l'empilait.

### Outils

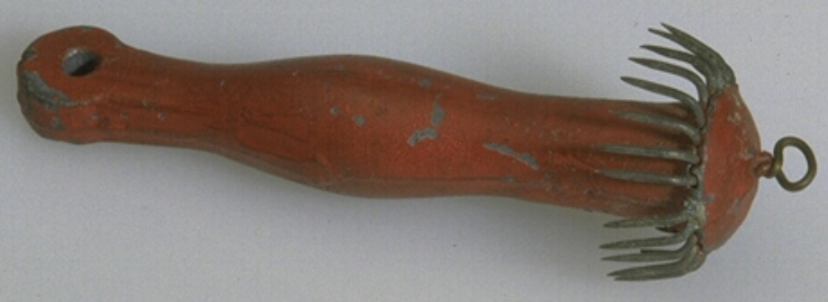
La turlutte (outil), Collections du Musée de Bretagne

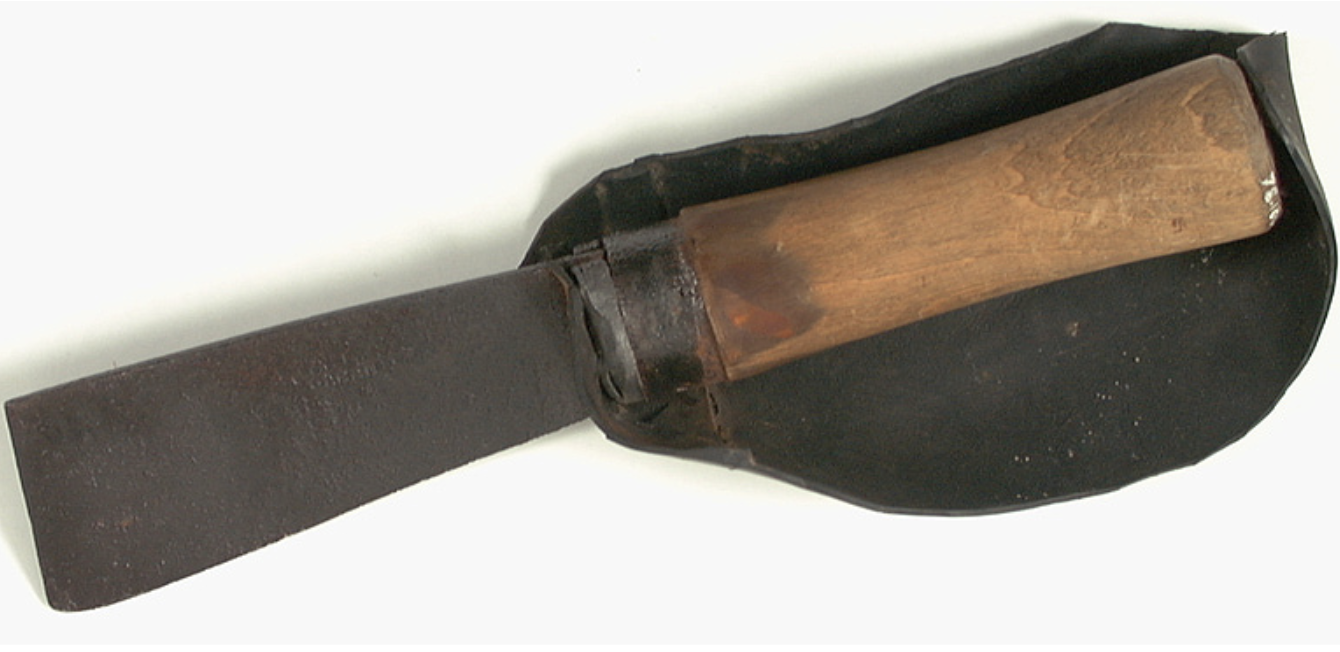
Le couteau trancheur (outil), Collections du Musée de Bretagne

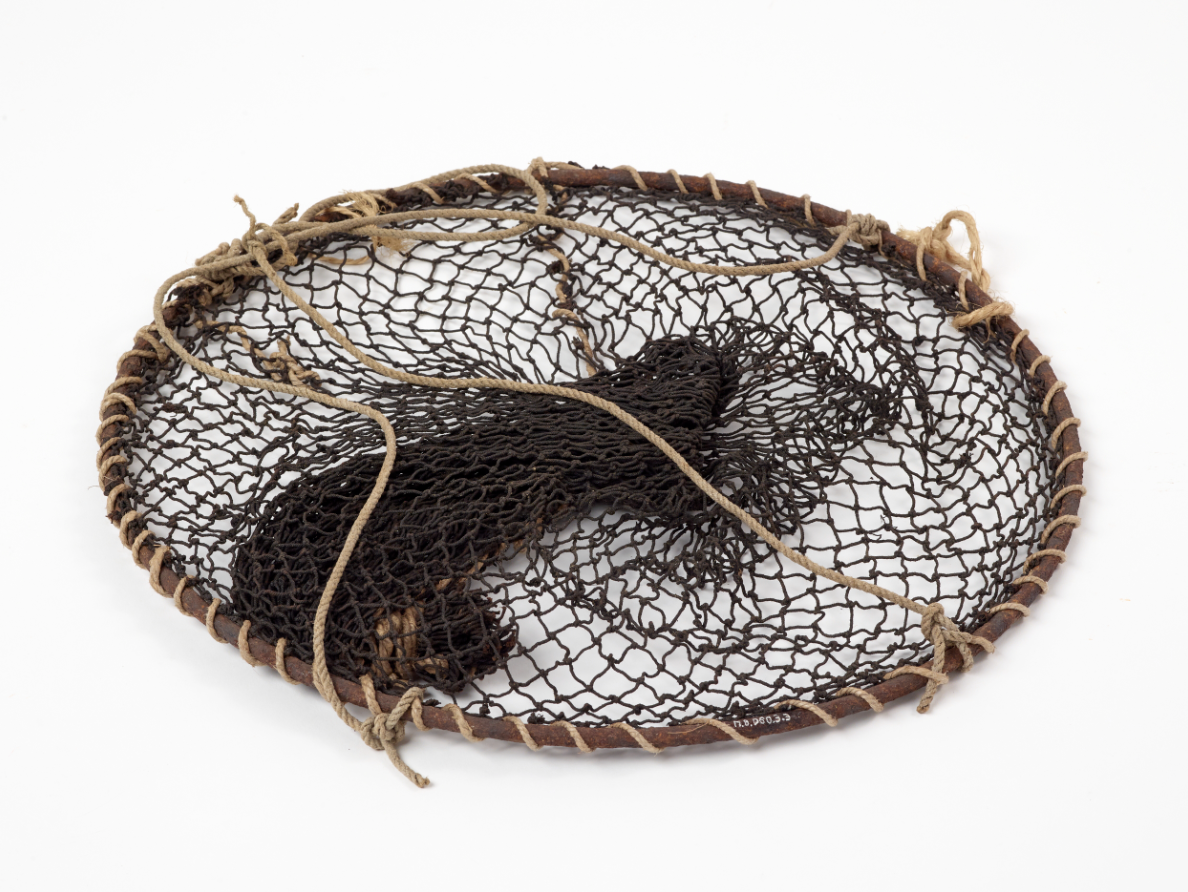
La chaudrette, balance (outil), Collections du Musée de Bretagne

Plusieurs outils servaient à la pêche à la morue, notamment dans les Terre-neuviers. Parmi ceux-là : 

#### La turlutte
La turlutte est une sorte de grappin. Elle est utilisée pour piquer les poissons et certains céphalopodes (Elle était utilisée lors de la pêche à la morue).

#### Le couteau trancheur
Couteau qui servait pour préparer le poisson.

#### La chaudrette
Une balance généralement utilisée pour la pêche aux crustacés (dont crevettes). La chaudrette était aussi utilisée pour appâter les morues.

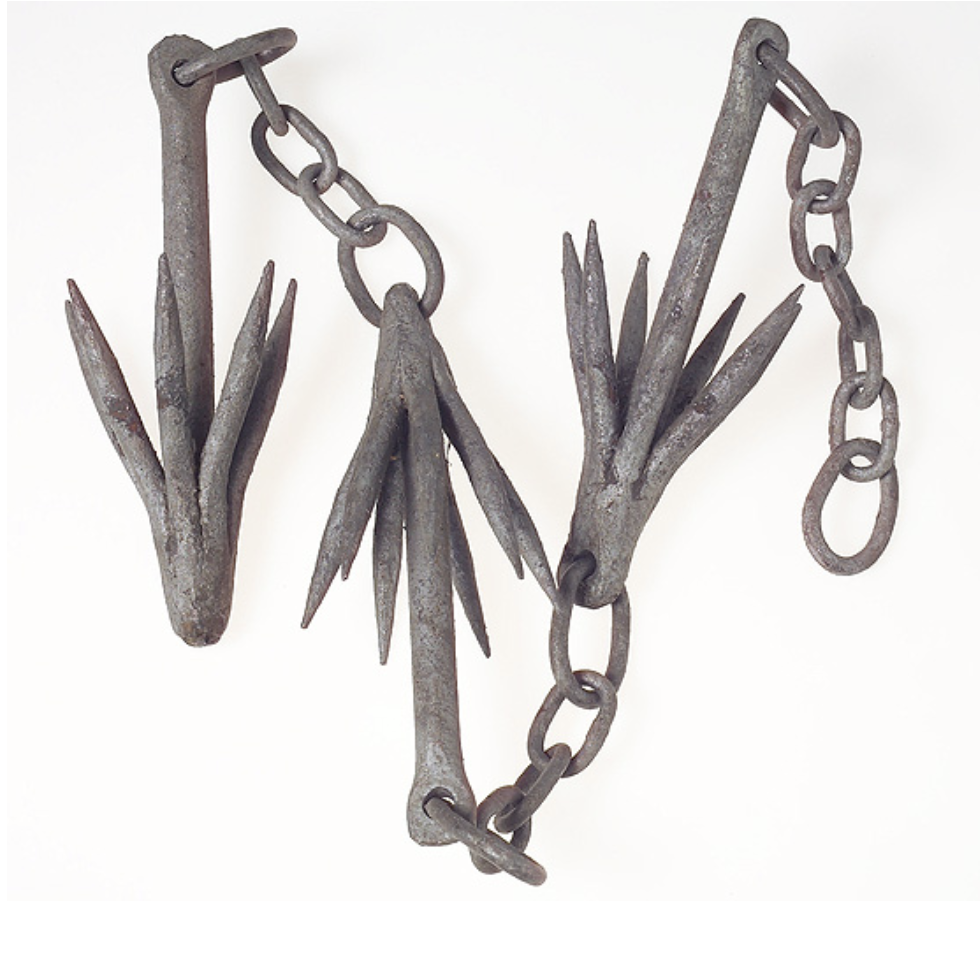
Le grappin (outil), Collections du Musée de Bretagne

#### Le grappin
Le grappin est en forme de parapluie inversé avec des branches qui se terminent en pointe. Ce grappin est appelé « chatte » par les marins terre-neuviers, il servait à relever les lignes de fond.

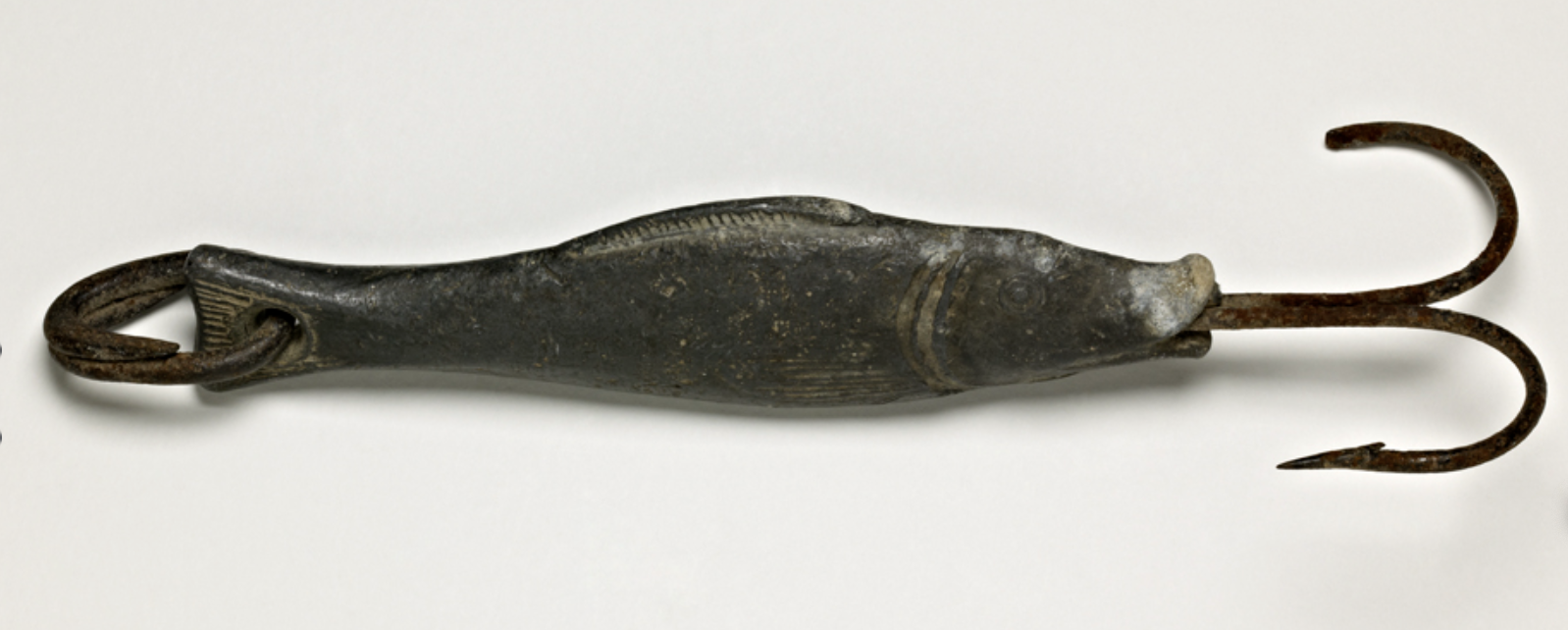
Hameçon, collections du Musée de Bretagne

#### L'hameçon (faux)
L'hameçon (faux) est un leurre à double crochet, en forme de poisson. En plomb et en fer, il est utilisé à Terre-Neuve. L’hameçon sert à attirer la morue afin de la pêcher. Les hameçons peuvent être installés au bout des lignes de pêche.

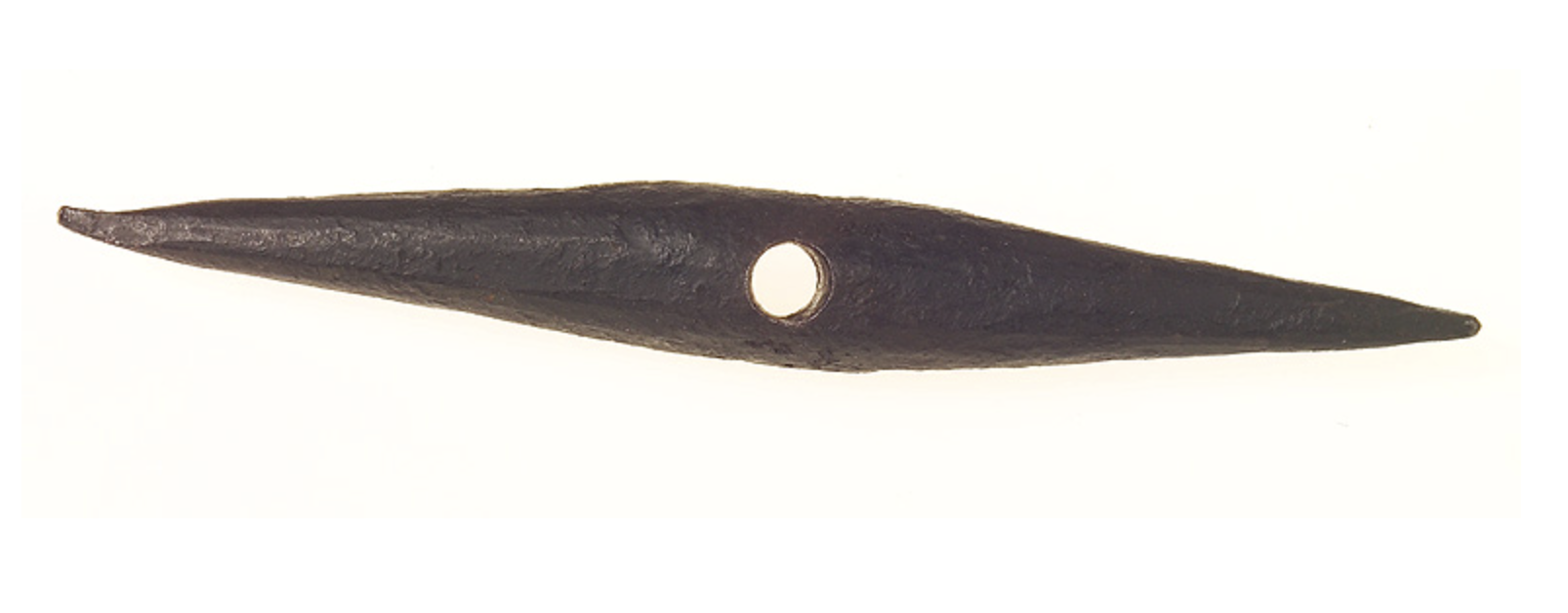
L'elangueur (outil), Collections du Musée de Bretagne

#### l'élangueur
Pièce métallique utilisée pour suspendre la morue, pour la nettoyer ou bien pour la faire saler.

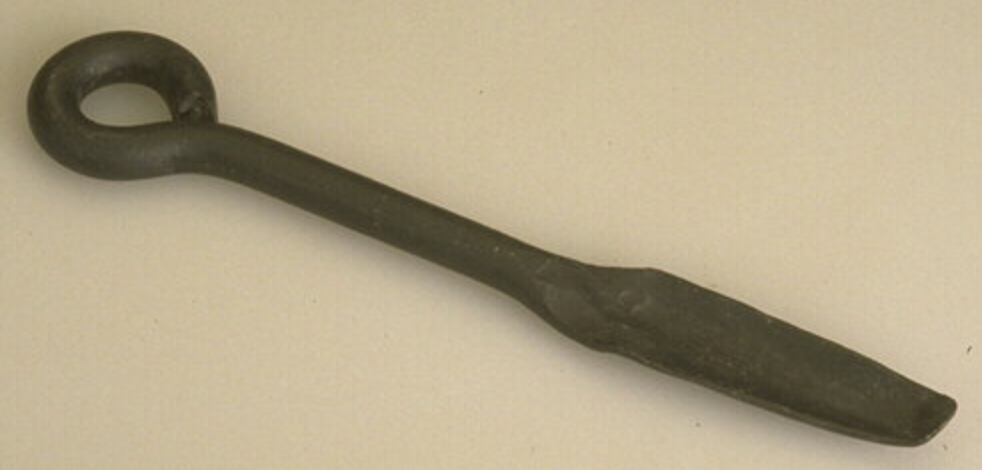
Enocteur, collections du Musée de Bretagne

#### L'enocteur
Cette cuillère à énocter ou enocteur est utilisée pour la pêche à la morue pour retirer la coulée de sang du poisson.

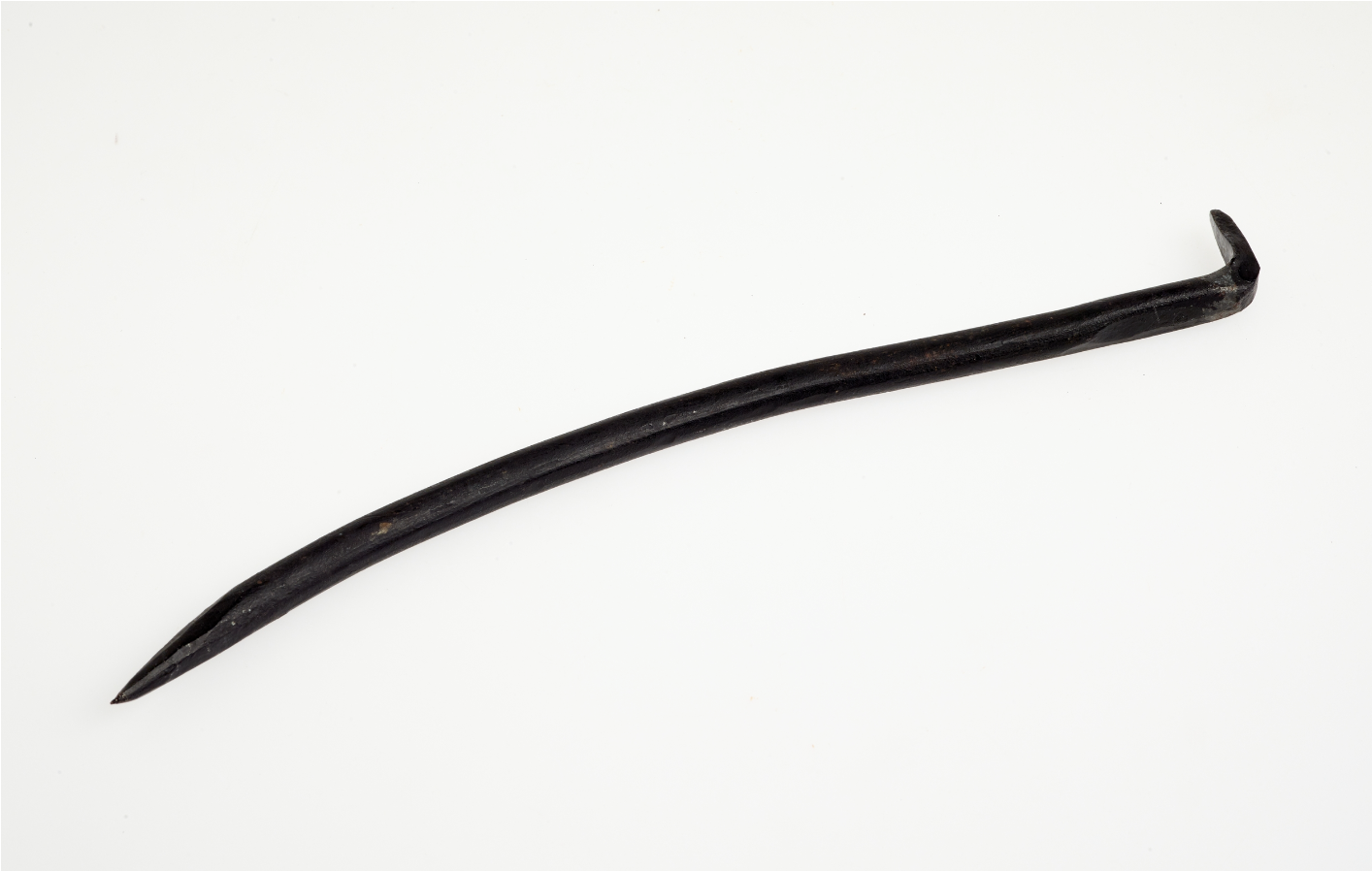
Le piquois, collections du Musée de Bretagne

#### Le piquois
Le piquois sert à attraper de la morue. Sa tête recourbée lui permet d'assurer la prise dans une hampe en bois.

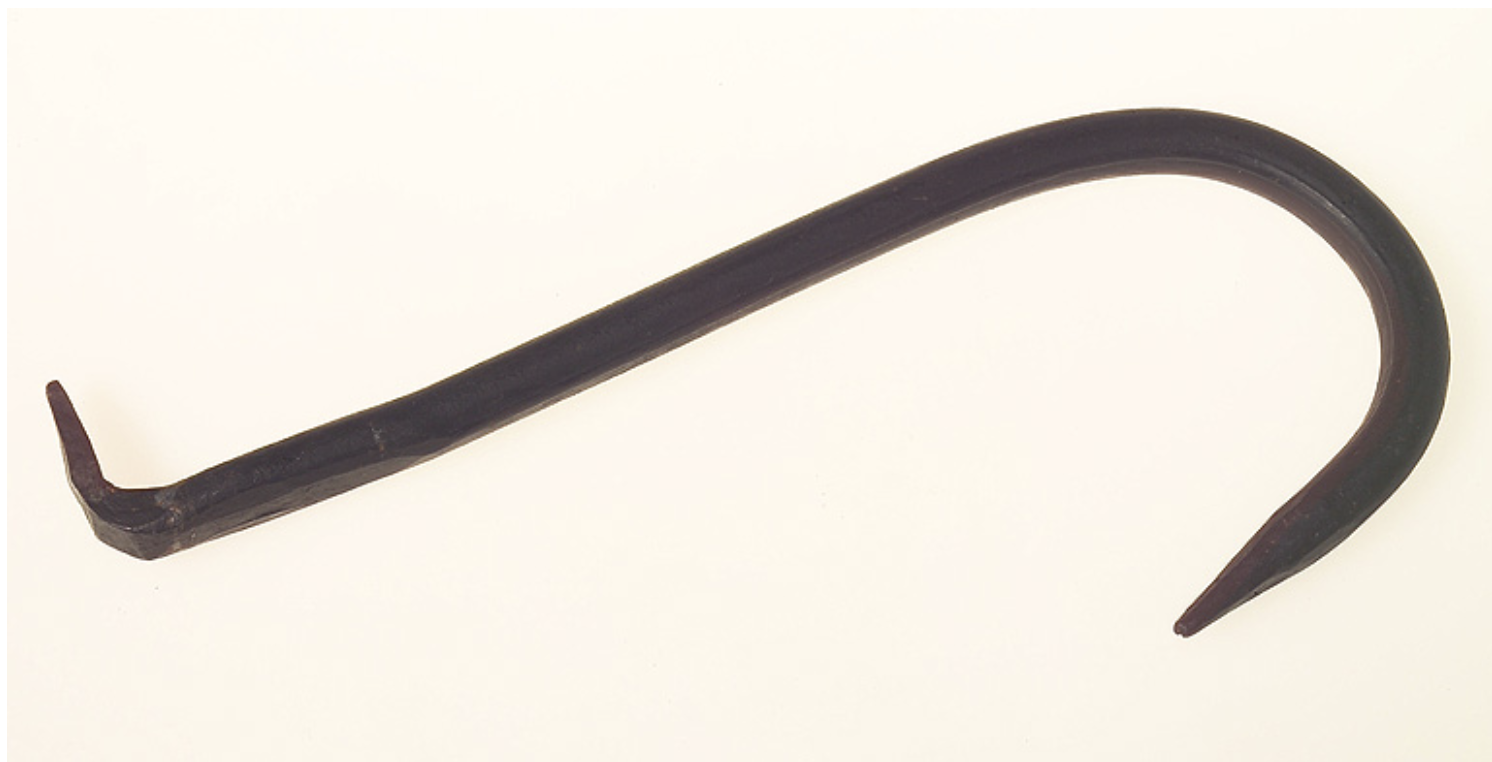
Le croc de voilier (outil), Collections du Musée de Bretagne

#### Le croc de voilier
Le croc de voilier servait à hisser à bord les morues prises à la ligne.

### Menaces et pressions sur la morue

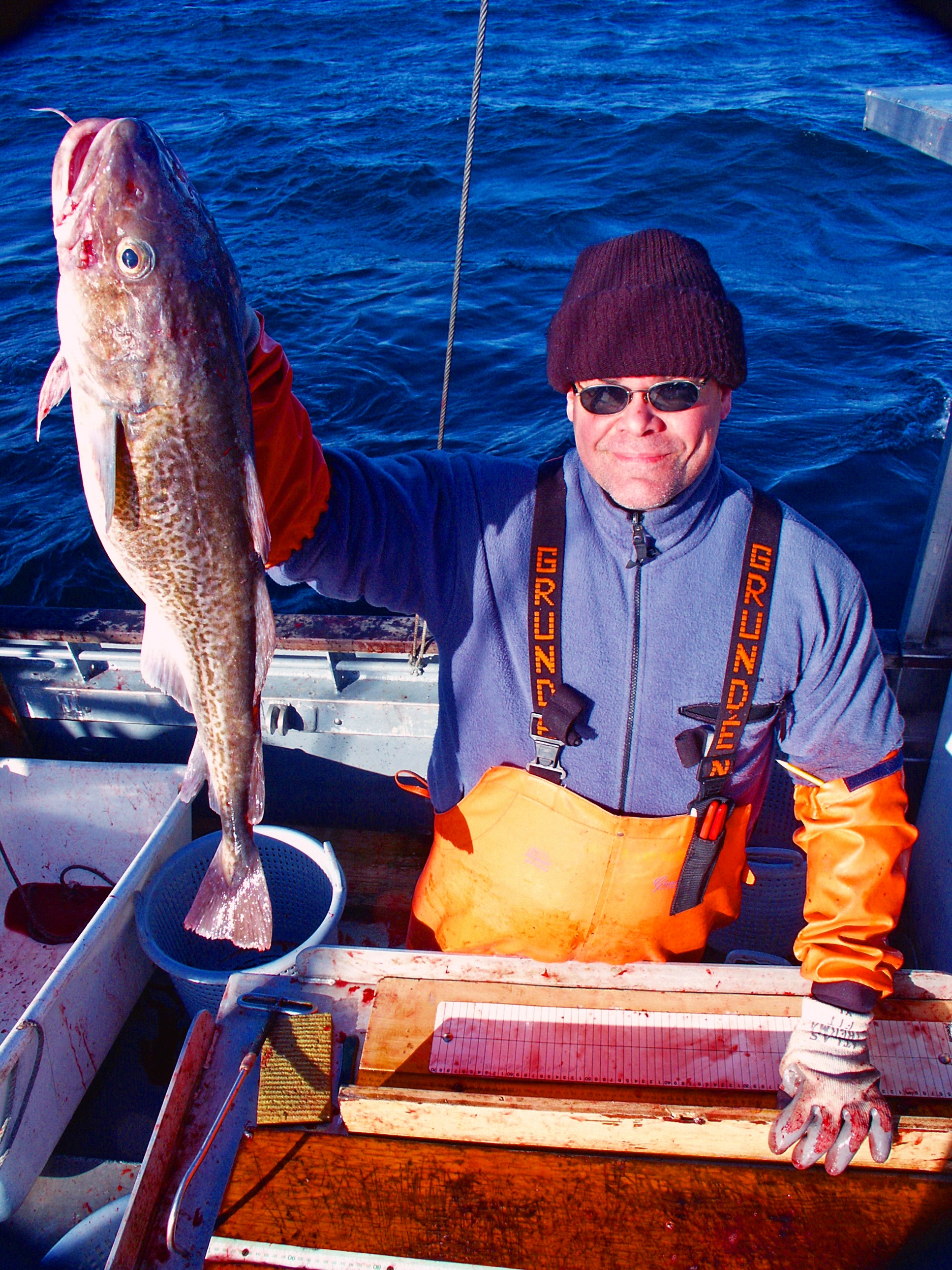
Une morue du Pacifique pêchée en Alaska.

Les morues font partie des espèces en forte régression et menacées par la pollution et la surpêche, à l'exception du skrei, cabillaud de l'océan Arctique qui se reproduit dans l'archipel des iles Lofoten et qui grâce à la stricte politique de quotas de pêche menée par la Norvège constitue aujourd'hui le stock de cabillauds le plus important au niveau mondial. Cette réserve augmente même chaque année depuis le milieu des années 2000,, :
- les norvégiens Axel Boeck et Ossian Sars ont dès 1850 calculé à partir des prises des pêcheries arctiques des îles Lofoten que les stocks étaient modulés par une variation naturelle cyclique, mais aussi par une surpêche conduisant périodiquement à l’effondrement de la pêcherie et à l'épuisement de la ressource au-delà d'un seuil ne permettant plus à l'espèce de se reproduire. 
Le biologiste anglais Michael Graham a noté que certains stocks de poissons (plies en l'occurrence) se sont reconstitués après qu'on eut diminué la pression de pêche durant la Première Guerre mondiale. Ceci a laissé penser qu'en diminuant la pression de pêche, le stock se reconstituerait rapidement, mais plus tard, on a montré que l'écosystème pouvait être durablement affecté par la régression massive d'une espèce et que parfois cesser la pêche d'une espèce ne suffisait pas à lui permettre de reconstituer sa population antérieure ;
- en mer du Nord, le stock de morue serait en train de lentement se reconstituer, depuis que sa pêche est fortement limitée [réf. nécessaire], mais une étude du centre de recherches Océan du futur de Kiel, publiée en 2010, a néanmoins montré qu'avec les plafonds actuels fixés par la politique commune de la pêche, l'objectif européen de reconstitution des ressources halieutiques ne pourra être atteint avant 2030[44], et que pour 12 espèces, dont la morue, le carrelet et le flétan, le niveau des stocks est tellement faible que même l'arrêt total et immédiat de la pêche pour ces poissons ne permettra pas leur reconstitution d'ici 2015 (objectif fixé au Sommet de la Terre de 2002)[44] ;
- la pollution des mers affecte aussi ces poissons. On a montré en 2009[45] que de jeunes morues franches (Gadus morhua) exposées à de faibles doses de pétrole (brut de mer du Nord) comprenant des alkylphénols et hydrocarbures aromatiques polycycliques dans l'eau présentaient d'importants changements dans la composition de leur protéines du plasma ; 137 protéines étaient exprimées différemment, selon le niveau d'exposition au pétrole brut et bon nombre des changements survenus apparaissaient après de faibles niveaux d'exposition. L'étude de ces protéines laisse penser que ce pétrole a des effets sur la fibrinolyse, le système immunitaire, la fertilité, la résorption osseuse, le métabolisme des acides gras et l'augmentation du stress oxydatif, avec aussi des troubles de la mobilité cellulaire et une augmentation du taux de protéines associées à l'apoptose. Un des apports de cette étude est que certaines protéines du plasma de cabillaud pourraient devenir des biomarqueurs reflétant les effets potentiels de pétrole brut et le fait qu'un poisson ait été exposé à du pétrole avant d'avoir été pêché[45] ;
- en 1992, le gouvernement canadien, Brian Mulroney, instaure un moratoire sur la pêche de la morue dans l'Est canadien (Terre-Neuve et Labrador). Les stocks de morue, autrefois très abondants, se sont effondrés. Ce moratoire a causé une augmentation du chômage soit 30 000 habitants de la province. Cela représente également la disparition d'un mode de vie basé sur la pêche[46].

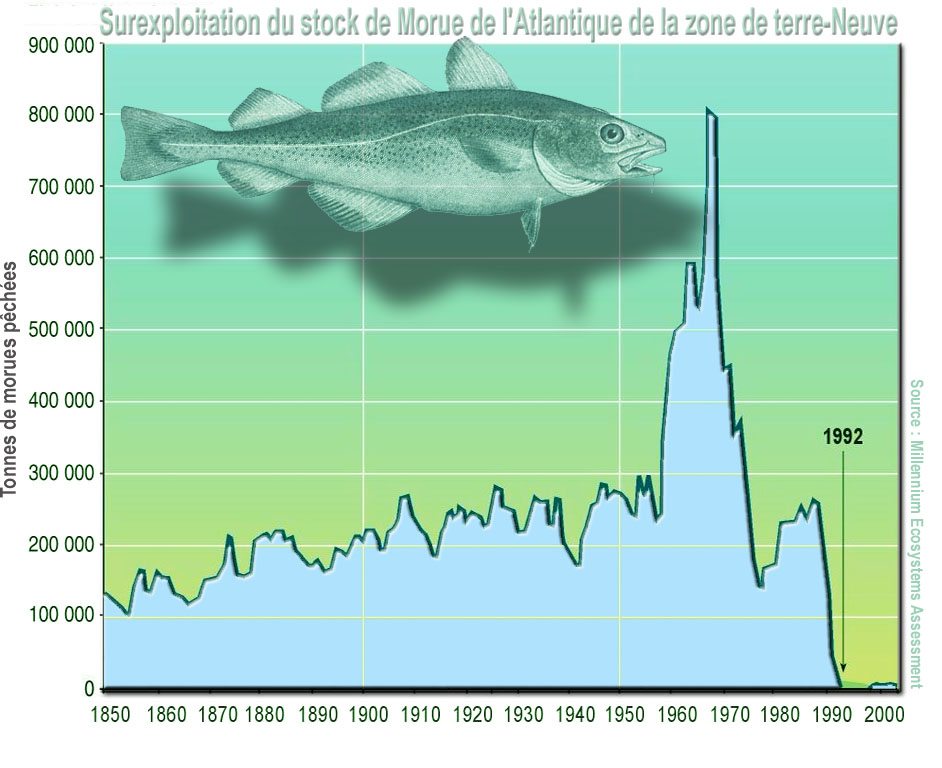
Surexploitation de la morue

En 2010, Greenpeace International a ajouté la Morue de l'Atlantique à sa liste rouge des produits de la mer. Cette liste comprend des espèces menacées parce que leur méthode de pêche ou de production a des conséquences négatives sur l’espèce elle-même, sur d’autres espèces marines ou sur certaines populations ou bien qu’elle entraîne la détérioration d’un écosystème, qu’elle est mal gérée ou qu’elle est pêchée de façon illégale.

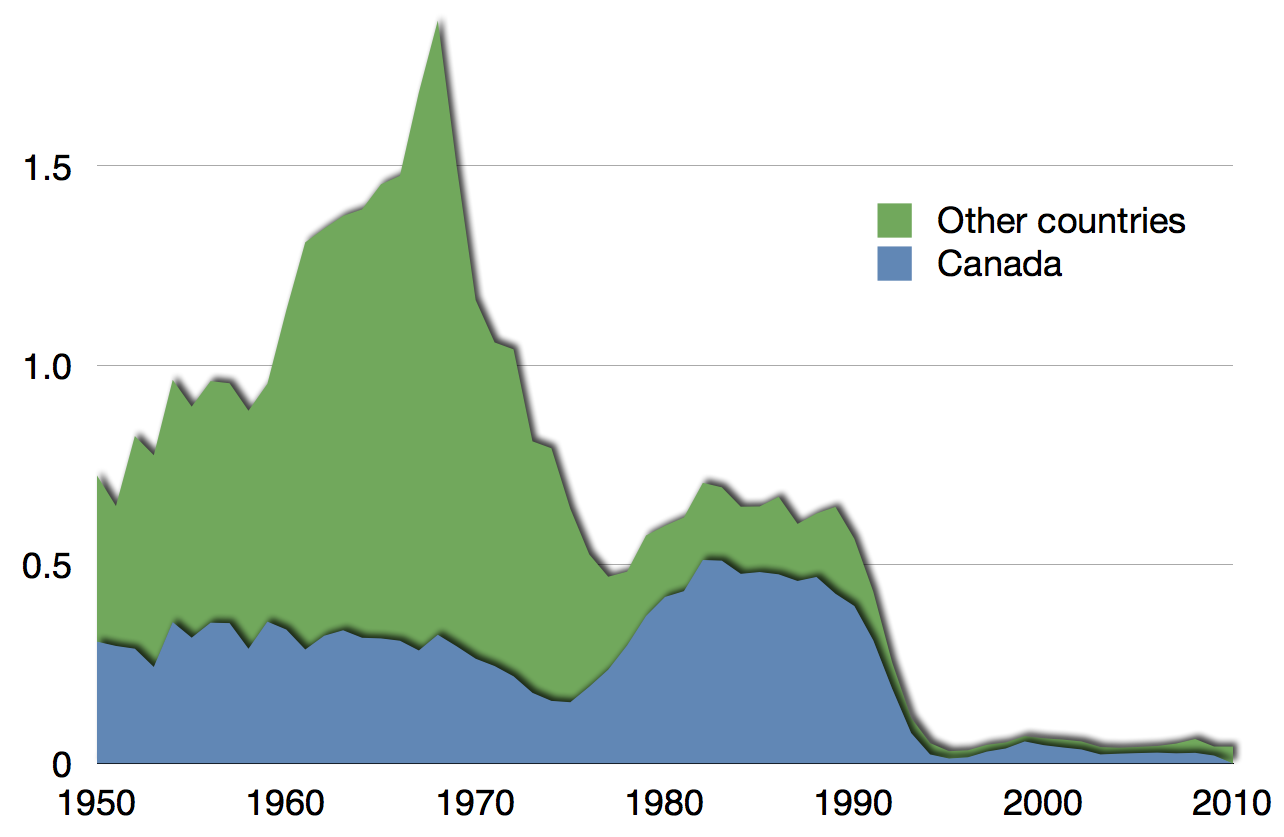
Statistiques capture de la morue

Les populations de cabillauds ont considérablement diminué ces dernières années en mer Baltique et la Suède envisage en 2019 d'en suspendre la pêche. Au contraire, la Commission européenne fixe pour 2019 un taux de capture de 50 % supérieur à ce que les scientifiques du Conseil international pour l’exploration de la mer (CIEM) recommandent.
Dans l’Atlantique Nord, la population de morues a été réduite de 99,9 %.

## Autres acceptions
Dans un registre de langue familier, en France, le terme « morue » désigne parfois avec dédain, une femme facile et vulgaire.

### Filmographie
- Pierre Guyot, Skrida : Des poissons et des hommes, 52 minutes, © PressPartner Productions / Histoire / CRRAV, 2010